# Château de Bonneval (Eure)
Pour les articles homonymes, voir Château de Bonneval (homonymie).
Le château de Bonneval est une demeure datant du XVIIe siècle, qui se dresse sur le territoire de la commune française de La Haye-Aubrée dans le département de l'Eure, en région Normandie.
Le château est totalement protégé au titre des monuments historiques.

## Localisation
Le château de Bonneval est situé à 2 km au nord-est de l'église Saint-Léger sur la commune de La Haye-Aubrée, dans le département français de l'Eure.

## Historique
Le château est construit en 1643 par Madeleine de Porest, veuve de Robert de Harden.

## Description
La demeure, qui est un bon exemple de l'architecture Louis XIII en Basse-Seine, présente sur sa porte d'entrée les initiales de Madeleine de Porest. À l'intérieur, le décor des salons est dû à Robert Dugard, armateur protestant qui présida la Société du Canada et dirigea la manufacture royale de Darnétal, au XVIIIe siècle.

## Protection
Au titre des monuments historiques :
- le château est classé par arrêté du 5 septembre 1963 ;
- les bâtiments de l'enclos constituant le domaine agricole : pressoir avec son mécanisme et ses éléments de fonctionnement et cellier ; la bergerie et étable ; la petite étable ; la charretterie ; les granges Ouest et Est ; le colombier ; la maison du fermier ; le four à pain ; le vestiges de la clôture de l'ancien potager et des portes des champs ainsi que le bâtiment aux chiens et ancien logement, au Nord de l'enclos sont inscrits par arrêté du 30 août 1990

### Site naturel
- Le château de Bonneval et son clos sont un site classé par arrêté du 30 mai 1973[3].